# Francesco Maselli
Francesco Maselli, detto Citto (Roma, 9 dicembre 1930 – Roma, 21 marzo 2023), è stato un regista italiano.

## Biografia

### Gli inizi
Nacque a Roma nel 1930 in un ambiente intellettuale: suo padre, Ercole, era un critico d'arte, amico di Luigi Pirandello che fu suo padrino di battesimo (Stefano Pirandello, figlio del drammaturgo siciliano, aveva sposato una zia di Francesco). Fu proprio il futuro Premio Nobel ad attribuirgli il soprannome di "Citto". Durante l'occupazione tedesca di Roma organizzò gli studenti delle medie nell'Unione Studenti Italiani. Dopo la liberazione di Roma (5 giugno 1944) si iscrisse al Partito Comunista Italiano. Girò il suo primo cortometraggio in otto millimetri nel 1945 e nel 1947 venne ammesso al Centro sperimentale di cinematografia, diplomandosi nel 1949. Iniziò la carriera come assistente alla regia e aiuto regista per Luigi Chiarini.

### La carriera cinematografica
Ex assistente di Antonioni e Visconti e buon documentarista, realizzò con Cesare Zavattini la Storia di Caterina per il film-inchiesta Amore in città (1953) ed esordì nel lungometraggio a soggetto con Gli sbandati (1955), riproponendo in una chiave incisiva e criticamente feconda il tema della Resistenza.
Dopo La donna del giorno (1957), I delfini (1960) e Gli indifferenti (1964), tratto dal romanzo di Alberto Moravia, tornò a dibattiti vitali con Lettera aperta a un giornale della sera (1970), sulla crisi di certi intellettuali di sinistra, e Il sospetto (1975), evocazione della lotta degli oppositori nell'Italia fascista.
Si dedicò poi a film più intimisti, per lo più ritratti femminili: Storia d'amore (1985), Codice privato (1988), Il segreto (1990), L'alba (1991).
Nel 1996 presentò alla Mostra del cinema di Venezia Cronache del terzo millennio, sulla resistenza di un gruppo di condomini allo sfratto da un enorme caseggiato.
Nel 1999 uscì il film per la televisione Il compagno, nel 2004 il documentario Frammenti di Novecento e nel 2007 Civico 0.
Nel 2009 diresse Le ombre rosse, film che contiene una critica alla politica del liberalismo economico, calando la lente di ingrandimento sulla distanza venutasi a creare tra la politica promossa dalla sinistra e la realtà.
Nel 2011 diresse insieme a Ugo Gregoretti, Carlo Lizzani e Nino Russo il film documentario a episodi Scossa, dedicato al drammatico terremoto di Messina del 1908.

### Altre attività
Accanto al suo lavoro di regista cinematografico Maselli mantenne sempre altre attività ed in particolare quella saggistica con vari scritti di politica culturale. Ma fondamentale rimane l’attività politica e militante nella sinistra italiana (fino al 1989 membro della Commissione culturale della Direzione del PCI, dal 1992 nel Comitato politico nazionale di Rifondazione comunista) così come quella che potrebbe definirsi organizzativa e sindacale: per trenta anni Maselli guidò l’Associazione Nazionale degli Autori Cinematografici ottenendo numerose soddisfazioni: a lui si devono le grandi riforme democratiche degli anni Settanta nelle istituzioni culturali pubbliche italiane.
Fu fondatore e presidente della Federation Européenne des Realisateurs de l’Audiovisuel (Fera) e presidente dell'Aidaa (International Association of Audiovisual Writers and Directors). Nel 2001 dette vita alla Fondazione Cinema nel presente (di cui è stato presidente) che riuniva circa 30 autori rappresentativi di tutte le generazioni del cinema italiano (da Vincenzo Verdecchi a Ettore Scola a Wilma Labate, da Gillo Pontecorvo a Guido Chiesa, da Mario Monicelli a Pasquale Scimeca, da Franco Giraldi a Francesca Comencini) che produrrà molti documentari collettivi, tra i quali Un altro mondo è possibile, La primavera del 2002 e Lettere dalla Palestina.
Nel 2006 gli venne conferita l'onorificenza di Grande Ufficiale Ordine al Merito della Repubblica Italiana da Giorgio Napolitano.

### Decesso
Maselli è morto a Roma, a 92 anni, il 21 marzo 2023. Due giorni dopo è stata allestita la camera ardente presso la sala della Protomoteca del Palazzo Senatorio in Campidoglio, aperta dalle 10 alle 13. Tanti colleghi e politici hanno reso omaggio al feretro, oltre a gente comune; il rito funebre si è svolto poi con una cerimonia laica sempre nello stesso luogo.

## Vita privata
Nel 1946 conobbe la scrittrice e attrice Goliarda Sapienza, con cui ebbe una relazione durata diciotto anni. Nel 1971 iniziò a frequentare la giornalista Stefania Brai, che poi sposò; i due rimasero insieme per cinquantadue anni, fino alla morte del regista.

## Filmografia

### Cinema

#### Lungometraggi
- Gli sbandati (1955)
- La donna del giorno (1956)
- I delfini (1960)
- Gli indifferenti (1964)

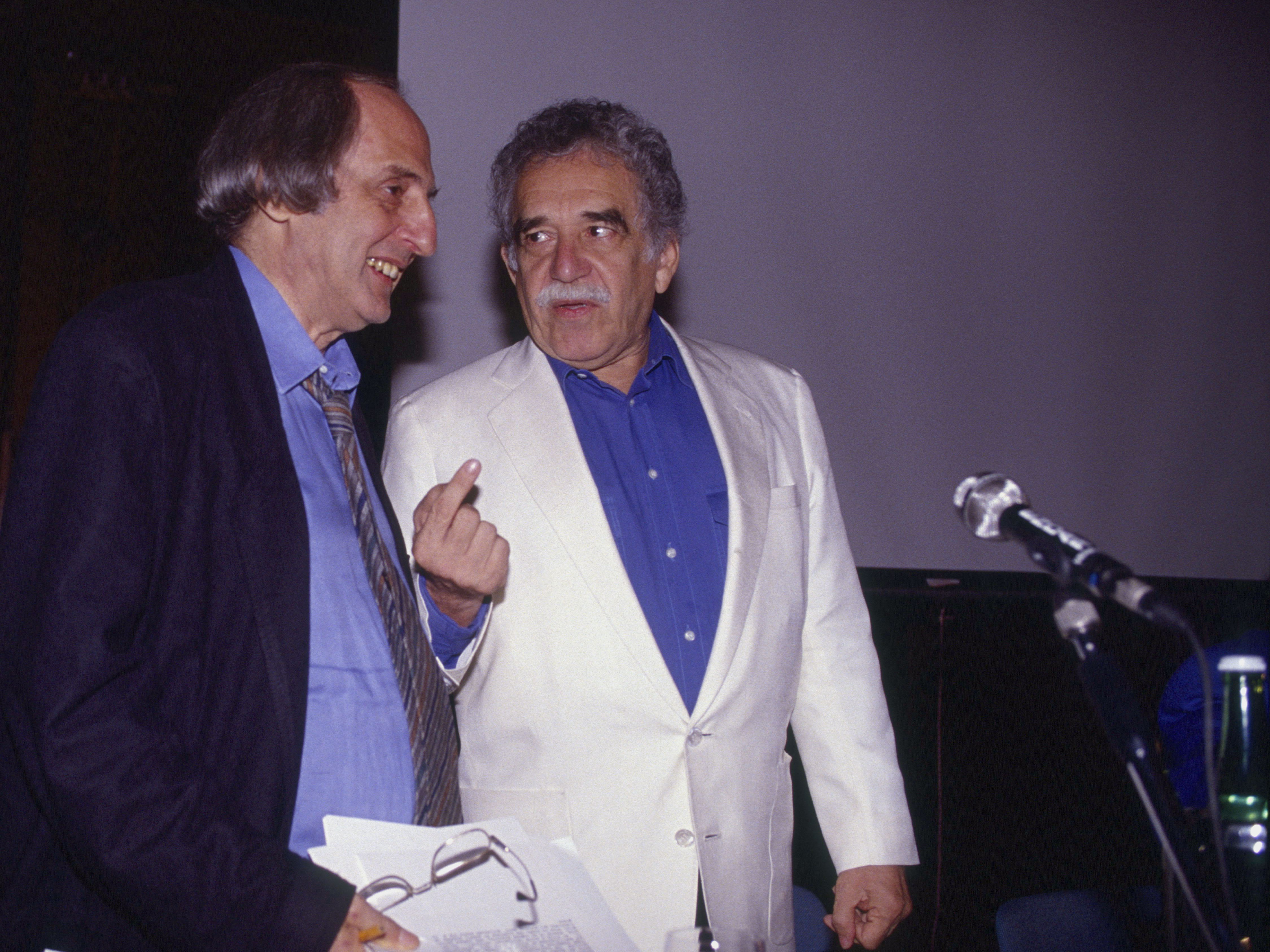
Francesco Citto Maselli con Gabriel García Márquez

- Fai in fretta ad uccidermi... ho freddo! (1967)
- Ruba al prossimo tuo... (1968)
- Lettera aperta a un giornale della sera (1970)
- Il sospetto (1975)
- Storia d'amore (1986)
- Codice privato (1988)
- L'alba (1990)
- Il segreto (1990)
- Cronache del terzo millennio (1996)
- Civico zero (2007)
- Le ombre rosse (2009)

#### Documentari
- Tibet proibito (1949)
- Finestre (1950)
- Bagnaia, villaggio italiano (1951)
- Zona pericolosa (1951)
- Stracciaroli (1951)
- Sport minore (1951)
- Bambini (1952)
- Niente va perduto (1952)
- Ombrellai (1952)
- Fioraie (1953)
- Città che dorme (1953)
- Uno spettacolo di pupi (1953)
- Cantamaggio a Cervarezza (1954)
- Una fiera italiana (1954)
- Festa dei morti in Sicilia (1955)
- Campioni per due ore (1957)
- Autunno a Positano (1957)
- I paradisi della domenica (1957)
- Dieci muniti al bar notturno (1957)
- Un fatto di cronaca (1958)
- I peccatori della periferia (1958)
- Anticamera (1958)
- I bambini e gli animali (1958)
- I bambini al cinema (1958)
- Adolescenza (1959)
- Teatro di periferia (1958)
- La scuola romana (1959)
- Campioni per due ore (1959)
- I bambini e gli animali (1959)
- Andante affettuoso (1959)
- Pesca notturna (1959)
- Giostra (1961)
- Addio sindaco - I funerali di Luigi Petroselli (1982)
- Frammenti di Novecento (2004)

#### Film collettivi
- L'amore in città, episodio Storia di Caterina (1953)
- Le italiane e l'amore, episodio Le adolescenti (1961)
- L'Italia con Togliatti (1964)
- Sabato 24 marzo (1984)
- L'addio a Enrico Berlinguer (1984)
- Intolerance, episodio Pietas (1996)
- Un mondo diverso è possibile – supervisione (2001)
- La primavera del 2002 - L'Italia protesta, l'Italia si ferma (2002)
- Porto Alegre (2002)
- Firenze, il nostro domani (2003)
- Lettere dalla Palestina (2003)
- All Human Rights for All, episodio Art. 30 (2008)
- Scossa, episodio Sciacalli (2011)
- 25 ottobre 2014 (2014)
- Senza titolo (2017)

### Televisione
- Tre operai – miniserie TV, 4 episodi (1980)
- Avventura di un fotografo - Dieci registi italiani, dieci racconti italiani – film TV (1983)
- Furono favolosi gli anni sessanta? (1985)
- Apologo tiberino – film TV (1987)
- Videograffiti (1987)
- Il compagno – film TV (1999)
- Un luogo chiamato cinema, 20 puntate (2002)
- Ballarò, Il risveglio in un accampamento di zingari – programma TV (2004)

## Teatro
- Il Trovatore, inaugurazione stagione Teatro La Fenice di Venezia (1960)
- Il Trovatore, Festival di Wiesbaden (1964)
- Codice privato, riduzione teatrale dell'omonimo film, Teatro Stabile di Messina (2000)

## Riconoscimenti
- 1955 – Premio per i registi esordienti per "Gli Sbandati" – Mostra del cinema di Venezia
- 1965 – Palmares – Astor d'oro al miglior film  per "Gli Indifferenti" – Festival di Mar del Plata
- 1975 – Premio della Critica Internazionale (Fipresci) per "Il Sospetto" – Locarno Film Festival
- 1983 – Premio Saint Vincent per "Avventura di un fotografo"
- 1986 – Premio speciale della giuria e coppa Volpi alla protagonista femminile Valeria Golino per "Storia d'amore" – Mostra del cinema di Venezia
- 1999 – Efebo d'oro – Agrigento
- 1999 – Premio Flaiano – Pegaso d'oro alla carriera
- 2006 – Premio Vittorio De Sica per l'eccellenza artistica – Quirinale, consegna del presidente della Repubblica Giorgio Napolitano
- 2007 – Una vita per il cinema dell'Europa – Cineuropa 2007
- 2009 – Global Award – Global film & music Fest
- 2009 – Premio Bianchi dei giornalisti cinematografici (Sngci)
- 2009 – Targa città di Torino
- 2009 - Premio alla carriera Stupor Mundi – Trani Film Festival
- 2010 – Premio Federico Fellini 8½ per l'eccellenza artistica al Bif&st di Bari
- 2011 – Premio Charlie Chaplin 2011 – Targa del presidente della Repubblica
- 2019 – Premio omaggio al maestro – La Milanesiana
- 2019 – Premio Elio Petri alla carriera – Porretta Terme
- 2021 – Premio Siae alla carriera
- 2021 – 78ª Mostra internazionale d'arte cinematografica di Venezia. Omaggio della Mostra internazionale d'arte cinematografica, delle Giornate degli autori e della Settimana della critica a Francesco Citto Maselli per il suo eccezionale contributo all'arte cinematografica.

## Omaggi
- Nel 2022 è stato realizzato un docufilm dal titolo CITTO[8] diretto dal regista Daniele Ceccarini, presentato in anteprima alla 58ª edizione della Mostra internazionale del Nuovo Cinema di Pesaro.